# Lasioglossum discretulum
Lasioglossum discretulum là một loài Hymenoptera trong họ Halictidae. Loài này được Cockerell mô tả khoa học năm 1940.